# Wetonwetan
Wetonwetan is een bestuurslaag in het regentschap Kebumen van de provincie Midden-Java, Indonesië. Wetonwetan telt 1507 inwoners (volkstelling 2010).